# Esperienze ai confini della morte

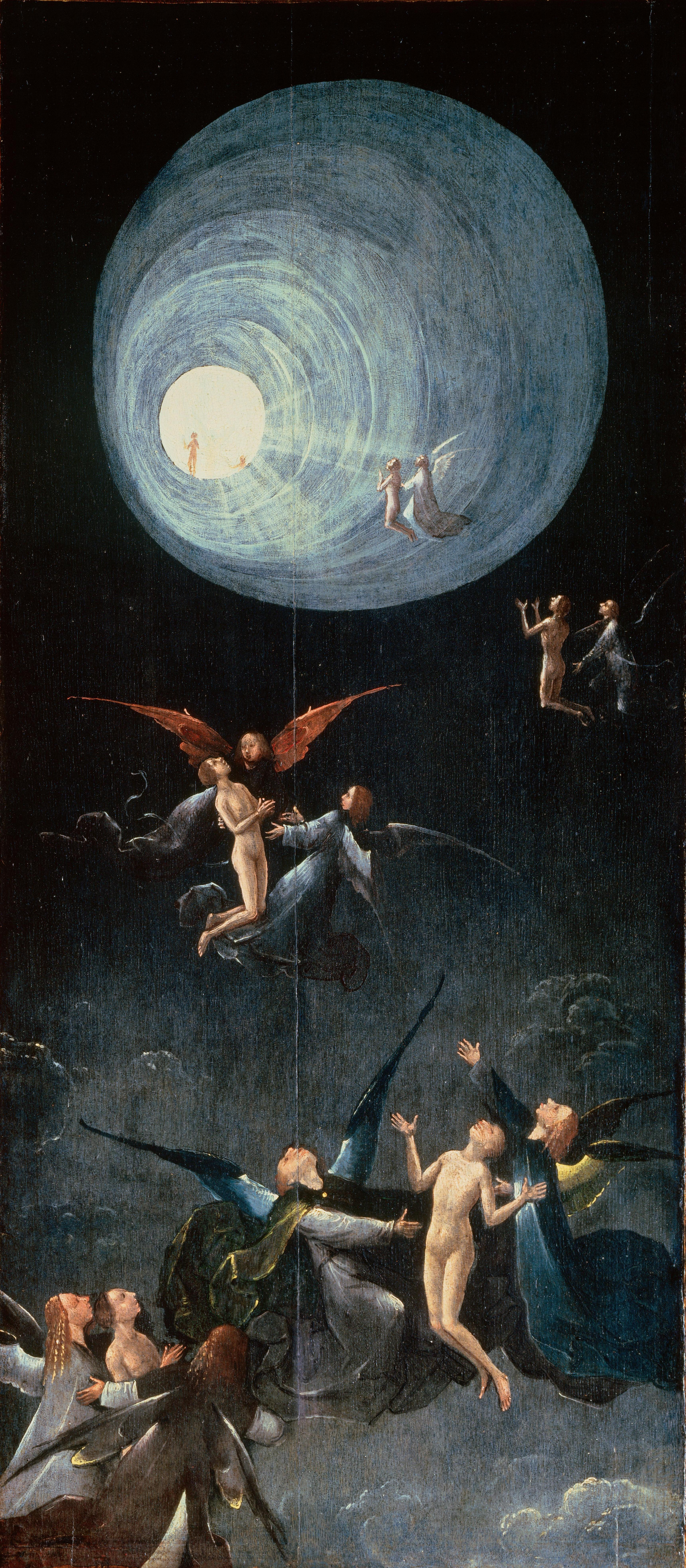
Ascesa nell'Empireo (Hieronymus Bosch)

Le esperienze ai confini della morte, o di pre-morte, note anche come NDE (sigla dell'espressione inglese Near Death Experience), sono fenomeni descritti in genere da soggetti che hanno ripreso le funzioni vitali dopo aver sperimentato, a causa di gravi patologie o eventi traumatici, condizioni che in genere portano al decesso, come l'arresto cardiocircolatorio o l'encefalogramma piatto.
A volte le NDE vengono riferite anche da soggetti che, pur non avendo mai perso le funzioni vitali, hanno vissuto l'esperienza del coma o corso il rischio di morire, per esempio in seguito a interventi chirurgici o gravi incidenti.
I neuroscienziati ipotizzano che si tratti di sensazioni soggettive risultanti da una momentanea confusione sensoriale a seguito dell'evento traumatico occorso.
Chi ha invece una visione della vita più trascendente o credenze di tipo religioso ritiene che l'NDE possa essere segno di una vita oltre la morte.

## Informazioni storiche
La prima esperienza di morte imminente (NDE) documentata nei tempi moderni risale al medico francese Philippe Charlier, nel suo trattato Anecdotes de Médecine del 1740.
Il termine equivalente del termine francese expérience de mort imminente ("esperienza di morte imminente") fu proposto dallo psicologo ed epistemiologo Victor Egger come il risultato di discussioni negli anni 1890s tra filosofi e psicologi relativamente alle storie di scalatori che avevano sperimentato/vissuto una revisione panoramica della propria vita durante le cadute.

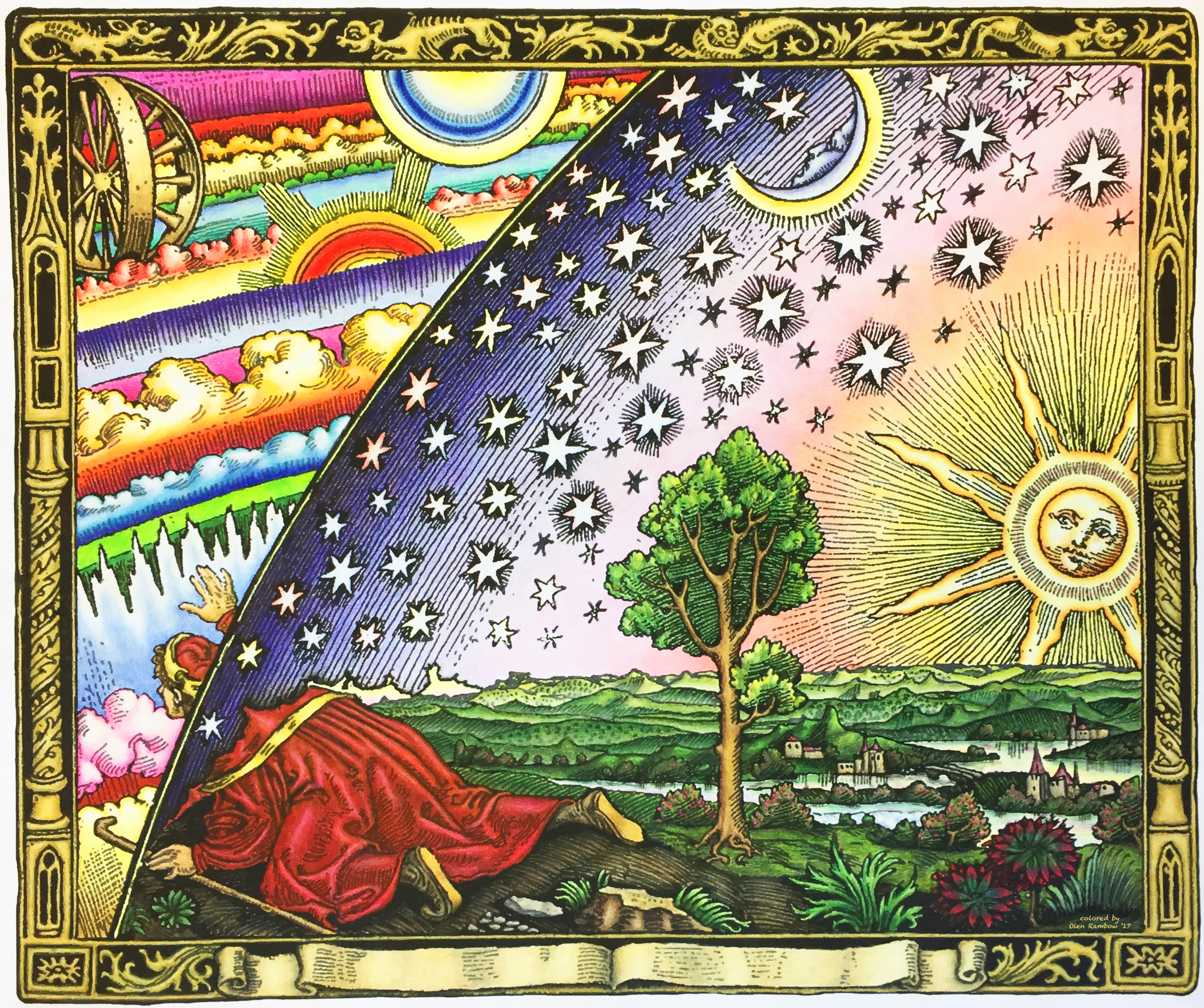
Incisione di anonimo pubblicata nel 1888, chiamata Xilografia di Flammarion.

## Caratteristiche

### Elementi secondo Moody (1975, esperienze di prossimità alla morte o di morte)
Uno studio del 1975 condotto dallo psichiatra Raymond Moody su circa 150 pazienti che affermavano di aver vissuto un’esperienza di pre-morte (NDE) indicava che tale esperienza comprendeva quindici elementi distintivi. Il dott. Moody si concentrò in profondità su circa 50 casi del gruppo. Uno degli aspetti comuni a tutte queste esperienze era che i pazienti avevano sofferto di una malattia critica, vissuto condizioni di pericolo di vita o erano morti..
Undici dei quindici elementi riguardano l’esperienza in sé e includono:
- Difficoltà a esprimere l’esperienza con parole proprie.

- Venire a sapere di essere morti tramite osservatori o medici.

- Il dolore che si prova viene sostituito da sensazioni piacevoli e/o da una sensazione di pace.

- Udire un rumore inquietante o una musica ultraterrena piacevole.

- Viaggiare attraverso un tunnel oscuro.

- Trovarsi al di fuori del proprio corpo.

- Incontrare altre persone.

- Incontrare un essere di luce.

- Visione panoramica della propria vita.

- Arrivare a un confine, una frontiera o un punto di non ritorno.

- Ritornare nel proprio corpo e alla vita terrena.

Moody descrisse poi altri quattro elementi legati agli eventi successivi all’esperienza:
- Condividere l’esperienza con altre persone.

- Impatto dell’esperienza sulla propria vita.

- Cambiamento della propria visione della morte.

- Convalida o conferma dell’esperienza.

Moody spiegò inoltre che non tutte le esperienze di pre-morte includono necessariamente tutti questi passaggi, e che ogni esperienza può essere diversa. Tuttavia, i soggetti che hanno vissuto tali fenomeni, una volta riprese le funzioni vitali, hanno raccontato di aver provato esperienze che risultano in buona parte connotate da numerosi elementi comuni; questi aspetti, anche se non sempre tutti contemporaneamente, ricorrono sistematicamente in ogni NDE.

### Elementi secondo Van Lommel (pazienti con arresto cardiaco)[1]
Il Dr. Van Lommel, un cardiologo olandese, ha svolto ricerche su pazienti che avevano subito un arresto cardiaco e che avevano avuto una NDE. Nei suoi lavori, il Dr. Van Lommel riporta le seguenti caratteristiche delle NDE:
- abbandono del proprio corpo con la possibilità di osservarlo dall'esterno (chiamata "autoscopia" o esperienza extracorporea), assistendo all'eventuale attività di medici e/o soccorritori intorno a esso[17];
- "rivisitazione" della propria vita terrena, comprendente anche episodi irrilevanti, dimenticati o relativi a momenti immediatamente successivi alla nascita; tale rivisitazione avviene in un clima di rilettura etica delle esperienze vissute[18][19];
- attraversamento di un "tunnel" buio in fondo al quale si intravede distintamente una luce[17];
- visione di una grande ed intensissima luce, non accecante, percepita nel contempo come un'Entità viva che emana un Amore illimitato, infinita compassione, accoglienza e pace, percepita in genere come Dio[20];
- sensazione di pace e serenità mai provate prima, difficilmente descrivibili con il linguaggio umano, fuori dallo spazio e dal tempo terrestre[21];
- difficoltà nel descrivere la realtà sperimentata, caratterizzata da luci, colori e suoni meravigliosi non riscontrabili in alcun modo sulla Terra[22];
- incontro con "altri esseri", identificati in genere con parenti o amici morti in precedenza, con i quali si comunica mentalmente, in modo istantaneo e non verbale[23];
- incontro con uno o più "esseri" luminosi, rivestiti di luce bianca e comunicanti sensazioni di "amore totale", spesso identificati sia dai credenti sia dai non credenti come angeli[24];
- raggiungimento di una sorta di "confine" in cui l'esperienza spirituale si interrompe ed insorge la consapevolezza di stare "tornando indietro", verso la vita terrena[25];
- ritorno alla vita terrena accompagnato da un sentimento di rimpianto per non essere entrati o rimasti nell'aldilà e dalla ricomparsa della sofferenza fisica per il "rientro" nel proprio corpo fisico[26];
- timore di riferire ad altri l'evento vissuto per paura di non essere creduti, accompagnato comunque dal desiderio di condividere un'esperienza estremamente preziosa e importante[27];
- ritorno alla vita terrena con totale scomparsa del timore della morte, vista come il felice passaggio a una realtà superiore[28];
- ritorno alla vita terrena che porta ad una riconsiderazione dei veri valori della vita, con a capo l'amore verso tutti gli esseri viventi e la ricerca dell'armonia con essi[29].

## Ipotesi

### Scientifiche
Poiché i racconti dei soggetti rianimati, o risvegliatisi da un coma, costituiscono un corpus di testimonianze che ha alcune caratteristiche apparentemente omogenee, molti studiosi si sono interessati a tali fenomeni. Le critiche sulle NDE si dividono sostanzialmente in due tipi, uno finalizzato a darne una spiegazione scientifica e razionale, l'altro invece di puro carattere spirituale o soprannaturale.
Le spiegazioni scientifiche mettono in relazione il fenomeno con peculiari alterazioni transitorie di tipo chimico, neurologico e biologico, strettamente legate al campo delle neuroscienze, e tipicamente presenti nel corpo umano in condizioni particolari come quelle prima descritte. Ad esempio, alcuni effetti dell'ipercapnia (aumento di CO2 nel sangue), ma anche l'impiego di alcuni farmaci durante la terapia intensiva dei soggetti. Ad esempio, la chetamina, somministrata a dosaggi sub-anestetici, potrebbe determinare alcune sensazioni analoghe. Sul piano psicologico, le percezioni potrebbero essere interpretate come racconti di tipo autoconsolatorio e rassicurante, elaborati per descrivere in modo chiaro e definito le confuse sensazioni che si accompagnano al momento del risveglio, ad esempio la forte luce, probabilmente presente nella stanza d'ospedale, che spiegherebbe il ricordo del presunto "tunnel" con la luce in fondo.
L'opinione del CICAP invece, attribuirebbe il ricordo del tunnel come effetto dell'ipossia cerebrale, che restringerebbe o, comunque, altererebbe il campo di tutto l'apparato visivo. Lo stesso Comitato, attribuirebbe l'autoscopia - o esperienza extracorporea - a un disturbo psicopatologico causato dal trauma o dalla situazione altamente emotiva, identificato come "depersonalizzazione somatopsichica". Nel 2013, furono avanzate ipotesi su una disorganizzata, ma significativa e transitoria iperattività elettrica del cervello durante la fase iniziale di morte clinica, confermata parzialmente da alcuni esperimenti sui ratti da parte del team di Jimo Borjigin, University of Michigan Medical School.

#### Il contributo di Pim van Lommel
Da un punto di vista strettamente scientifico il contributo a tutt'oggi più approfondito è, probabilmente, quello di Pim van Lommel, un cardiologo olandese che, insieme ad altri colleghi, nel 2001 pubblicò sulla prestigiosa rivista medica The Lancet i risultati di uno studio condotto per oltre 10 anni su 344 pazienti. Lo studio, condotto con metodi scientifici e statistici, aveva come obiettivo la verifica dell'esistenza o meno delle NDE. Più specificamente, lo scopo era quello di verificare se ciò che i reduci da una NDE definivano stato di coscienza e memoria fosse stato un fenomeno dell'attività cerebrale o se fosse stato un fenomeno indipendente da questa.
Dopo una lunga analisi sui metodi adottati, pazienti, medicine utilizzate ma soprattutto su elettroencefalogrammi, si concluse che i ricordi della NDE riferiti dai soggetti non coincidessero né con le irrilevanti attività cerebrali riscontrate durante il monitoraggio EEG, né come epifenomeni delle stesse, quasi a intendere le NDE come degli "stati di coscienza" totalmente separati dal corpo. Data la prestigiosa natura della rivista nella quale fu pubblicato, ben presto lo studio fu attaccato dai sostenitori della teoria dello "stato di coscienza" esclusivamente come prodotto di attività cerebrale. Le critiche più dure furono mosse dalle colonne di Scientific American, firmato da Michael Shermer, al quale van Lommel indirizzò una precisa replica dove, esponendo il rigore scientifico della ricerca, osservò che sulla base delle osservazioni registrate non era possibile giungere a conclusioni diverse da quelle rilevate e poi pubblicate dal proprio team. Nel 2007 van Lommel ha raccolto i risultati delle sue ricerche in un libro, tradotto in italiano con il titolo Coscienza oltre la vita. La scienza delle esperienze di premorte.

#### Il contributo e la scala di Greyson
Nel 2010 il professor Bruce Greyson dell'Università della Virginia, dopo aver raccolto per anni vari studi, stabilì una sorta di test, composto da 16 domande da sottoporre ai soggetti interessati da una NDE, con tre scelte multiple di risposta a testa. Tali domande si concentrano sui ricordi della NDE, ad esempio come era la percezione del tempo (accelerato, rallentato), l'intensità della pace, la presenza o meno di episodi della propria vita, ecc. I risultati del test, secondo Greyson, sono apprezzabili con un punteggio totale superiore a sette, sostenendo la tesi che le NDE sono riconoscibili da altri stati di alterazione psichica poiché di emotività molto intensa, quasi mistica, con scene molto limpide e vivide. La scala Greyson è stata recentemente utilizzata per condurre alcuni studi avanzati, senza ancora un vero e proprio riscontro statistico, su delle NDE avvenute in soggetti, ad esempio, ciechi dalla nascita, quindi assolutamente privi di una memoria visiva.

#### Il contributo di Sam Parnia ed il progetto "AWARE"
Dal 2008 il dott. Sam Parnia, professore assistente di terapia intensiva all'Università Statale Stony Brook di New York, in collaborazione con il dott. Peter Fenwick e i professori Stephen Holgate e Robert Peveler dell'Università inglese di Southampton, è alla guida del programma AWARE ("AWAreness during REsuscitation" ovvero "Consapevolezza durante la rianimazione"), la ricerca sulle NDE più estesa mai condotta che coinvolge ormai ben venticinque ospedali tra Regno Unito, Europa centrale, Stati Uniti, Brasile e India. Durante lo studio AWARE i medici utilizzano una tecnologia sofisticata per lo studio del cervello e della coscienza durante l'arresto cardiaco e, nello stesso tempo, hanno in programma di testare la validità delle eventuali esperienze extracorporee e di ciò che i pazienti "vedono" o "sentono" durante l'arresto cardiaco. In particolare, come viene descritto nel programma di ricerca, la verifica dei ricordi relativi agli eventi di rianimazione comprende anche l'uso di oggetti nascosti che non sono normalmente visibili dal paziente, come immagini poste su supporti appesi al soffitto, in modo che siano rivolte verso l'alto. Questi oggetti forniranno un marcatore indipendente obiettivo durante l'arresto cardiaco, perché saranno visibili solo da "qualcuno" che li osserva dall'alto.
Nel 2014 sono stati resi noti i risultati dello studio condotto sotto la guida di Sam Parnia: è emerso tra l'altro che circa il 40% dei soggetti esaminati ha avuto "percezioni di consapevolezza" durante l'arresto cardiaco, ma solo il 9% ha avuto NDE. Il dottor Parnia ha affermato: "Potrebbero essere molti di più i casi di esperienze dopo la morte ma molti non le ricordano a causa dei danni al cervello o ai sedativi che sono stati somministrati".
Particolarmente interessante è il caso, citato in una intervista dallo stesso Parnia, di un assistente sociale cinquantasettenne di Southampton che ha raccontato di avere lasciato il proprio corpo e di avere assistito alle procedure di rianimazione dello staff medico da un angolo della stanza nella quale era ricoverato. L’uomo, benché il suo cuore si fosse fermato per tre minuti, ha raccontato nei dettagli le azioni dei medici e degli infermieri e ha ricordato anche i suoni delle apparecchiature mediche. Il particolare che ha attirato l'attenzione dei ricercatori è stato che l'uomo ricordava i 'bip' emessi da un particolare apparecchio, programmato per emettere segnali sonori ogni tre minuti.

#### Lo studio AWARE-II
L'AWARE-II (AWAreness during Resuscitation, "consapevolezza durante la resuscitazione"), che segue al primo AWARE del 2014, è uno studio clinico condotto dall' NYU Grossmann School of Medicine in collaborazione con 25 ospedali degli Stati Uniti e del Regno Unito, su 567 uomini e donne che hanno subito un arresto cardiaco durante la degenza ospedaliera tra maggio 2017 e marzo 2020. Di essi solo 85 sono stati sottoposti ad elettroencefalogramma (EEG). Il 10% sono stati dimessi e circa 4 su 10 hanno riportato un certo grado di coscienza durante la rianimazione cardiopolmonare, non rilevato dalle misurazioni standard. Coloro che avevano vissuto esperienze di pre-morte riferivano la percezione della separazione dal corpo, l’osservazione degli eventi senza dolore o angoscia e una valutazione significativa delle proprie azioni e relazioni.
Di contro, circa il 40% di quelli sottoposti a EEG ha riportato un'attività cerebrale quasi «normale» anche dopo un'ora dall'inizio della RCP: picchi nelle onde gamma, delta, theta, alfa e beta, associati a funzioni mentali superiori. Secondo il primo autore dello studio, Sam Parnia, la ricerca "ha scoperto che il cervello può mostrare segni di recupero elettrico per molto tempo durante la RCP in corso".
Lo studio conclude che "la coscienza, la consapevolezza e i processi cognitivi possono verificarsi durante l'arresto cardiaco. L'emergere di un EEG normale può riflettere una ripresa di un certo livello di attività cognitiva ed è un biomarcatore della coscienza, lucidità e di autentiche esperienze di "'pre-morte'".
Fino a un'ora dopo che il loro cuore si era fermato, alcuni pazienti rianimati tramite rianimazione cardiopolmonare (RCP) avevano ricordi nitidi dell'esperienza della morte e presentavano schemi cerebrali in uno stato di incoscienza che erano collegati al pensiero e alla memoria.

### Ipotesi su origini spirituali e/o paranormali
I sostenitori dell'origine paranormale, metafisica o soprannaturale, collegano le NDE a una sorta di contatto anticipato con l'aldilà, durante il quale il soggetto ha modo di sperimentare direttamente la separazione fra anima e corpo, con la sopravvivenza della sola anima come entità spirituale rispetto alle spoglie mortali. Se interpellati su tali spiegazioni, i reduci da una NDE, pur comprendendo la necessità e il desiderio di cercare un'interpretazione razionale a quanto da loro vissuto, ribadiscono come, nella loro percezione, la loro esperienza sia stata interpretata come pienamente intensa e reale, e non un'ingannevole apparenza indotta da fattori endogeni o esogeni.
D'altra parte, naturalmente, la soggettività del vissuto non è considerata scientificamente attendibile. Il più noto studioso di questi fenomeni fu il medico e psicologo americano Raymond Moody, autore del celebre bestseller La vita oltre la vita (Life after life), pubblicato nel 1975. Diedero un rilevante contributo a questi studi, e alla loro relativa divulgazione, anche il teologo francese François Brune, nel 1989, poi il medico olandese Pim van Lommel, nel 2001, e Gary E. Schwartz nel 2004.
Padre Albert J. Hebert S.M., nel suo libro I morti resuscitati, pubblicato negli Stati Uniti nel 1986 con il titolo Raised from the dead, afferma che le NDE vanno distinte da pratiche esoteriche perché "la persona coinvolta non va in cerca" di comunicazioni con l'Aldilà. Osserva Antonio Socci: "Le NDE non hanno alcun rapporto con pratiche che la Chiesa condanna. Non c'è nessuna controindicazione di principio della Chiesa.". Hebert scrive inoltre: "Le moderne cronache dei ritorni dall'altro mondo, comunque, sembrano lasciar intendere che il Paradiso è aperto a quasi tutti con scarsa attenzione prestata al fatto se l'individuo è stato al servizio di Dio o se è stato negligente nei suoi confronti sulla terra." Osserva Antonio Socci: "È stato rilevato che le NDE di segno negativo e spaventoso in genere sono tenute più riservate dai diretti interessati e per questo, nel complesso, sono statisticamente meno numerose." Enrico Facco, specialista in neurologia e professore di anestesiologia e rianimazione presso l'Università di Padova, scrive: "Sono stati riportati in letteratura alcuni casi che hanno descritto visioni infernali, come ad esempio luoghi bui, scuri, laghi con acque nere e visioni di esseri anch'essi scuri e terrificanti". Insieme ai lavori svolti in ambienti controllati e pubblicati su riviste mediche o specialistiche, la letteratura sulle esperienze ai confini della morte è anche ricca di sensazionalismi e di resoconti apparentemente sensati ma non scientifici..
Inoltre, data la sua natura, l'argomento ha suscitato numerose polemiche in ambito scientifico a causa del tentativo, da parte di alcuni, di dare una spiegazione alle esperienze ai confini della morte in base al loro sistema di credenze religiose, ad esempio come prova dell'esistenza nell'essere umano di una parte immateriale ed immortale chiamata anima.

## Interpretazioni

### NDE nella religione cristiana
Nella tradizione agiografica cristiana, non è infrequente incontrare la testimonianza di fedeli che ricordano vicino al letto di morte la presenza di Maria. Secondo la tradizione cristiana, Maria e gli angeli verrebbero in soccorso del morente per guidare la sua anima in Paradiso e impedire l'azione dannatrice dei demoni in punto di morte: e anche per questo motivo, Maria è chiamata dulcedo et spes nostra nella preghiera del Salve Regina.
Non mancano nella Bibbia (e nelle vite dei santi, come Itala Mela) casi di risurrezione, in cui quindi il corpo umano è a tutti gli effetti morto, e l'anima da esso separatasi ritornerebbe in un secondo momento nello stesso corpo terreno che aveva prima di morire.
Ciò che si chiama NDE sarebbe equivalente, secondo la tradizione cristiana, a una vera e propria risurrezione dai morti (nello stesso corpo terreno, simile a quella di Lazzaro ma diversa da quella di Gesù): una grazia che Dio sceglie di concedere, per un ritorno dell'anima dal Paradiso-Corpo Mistico nel corpo nativo che la possedeva prima della morte psico-fisica.

### In altre religioni
Nel buddhismo tibetano le NDE sono state paragonate alle descrizioni della fase iniziale del bardo, lo stato intermedio tra la morte e la reincarnazione, come descritto in dettaglio dal libro tibetano dei morti.

## Episodi noti

### Esperienza di Jung
Una tra le più famose esperienze di questo tipo è certamente quella occorsa al medico psichiatra e pioniere della psicoanalisi Carl Gustav Jung, che descrive la propria esperienza di pre-morte nel suo testo autobiografico Ricordi, sogni e riflessioni pubblicato solo nel 1961, dopo che nel 1944 un incidente, una frattura e un successivo infarto lo avevano portato in coma.
In una lettera dello stesso anno scrive: "Quel che viene dopo la morte è qualcosa di uno splendore talmente indicibile, che la nostra immaginazione e la nostra sensibilità non potrebbero concepire nemmeno approssimativamente… Prima o poi, i morti diventeranno un tutt'uno con noi; ma, nella realtà attuale, sappiamo poco o nulla di quel modo d'essere. Cosa sapremo di questa terra, dopo la morte? La dissoluzione della nostra forma temporanea nell'eternità non comporta una perdita di significato: piuttosto, ci sentiremo tutti membri di un unico corpo."

### Il caso di Gloria Polo

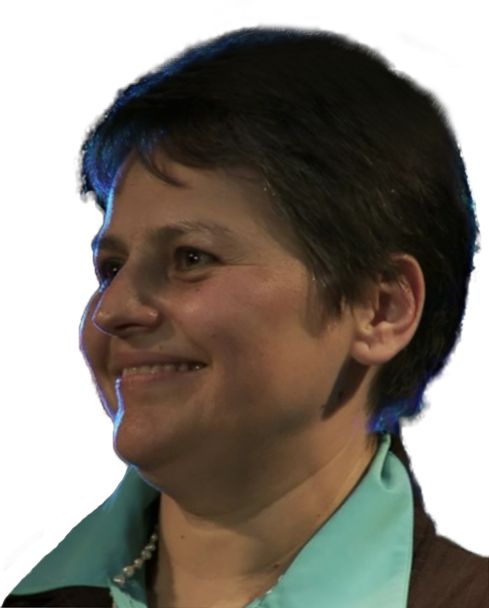
Gloria Polo nel 2009

Un caso particolare di NDE è quello della dottoressa Gloria Polo, medico dentista colombiano. Verso le 16.30 di venerdì 5 maggio 1995, la trentaseienne Polo si stava recando all'Università Nazionale di Bogotà insieme al marito e al cugino ventitreenne, mentre infuriava un temporale; all'improvviso un fulmine colpì la donna e il cugino, risparmiando il marito che camminava a qualche metro di distanza. Il cugino morì sul colpo, mentre Gloria, terribilmente ustionata, ebbe un arresto cardiaco; i soccorritori riuscirono a rianimarla con un defibrillatore, portandola subito dopo in ospedale.
La Polo raccontò di essersi ritrovata, nel periodo di tempo in cui nella realtà era a terra priva di vita, in un tunnel luminoso, in fondo al quale vide una luce bianca stupenda, che le donò una felicità e una pace indescrivibili, e poté abbracciare i suoi cari scomparsi. In fondo al tunnel vide un giardino meraviglioso, il cui ingresso era segnalato da due alberi, ma solo il cugino vi entrò.
Gloria fu rianimata e si ritrovò in ospedale, dove venne sottoposta ad un intervento chirurgico, ma durante l'intervento subì un secondo arresto cardiaco; questa volta riferì di essersi trovata in un luogo oscuro, popolato di creature mostruose, e disse che ciò la portò ad invocare terrorizzata il Signore, pur non essendo particolarmente di fede cattolica, sentendo la sua voce che la interrogava alla luce dei dieci comandamenti, mentre rivedeva la sua esistenza nel "libro della vita". Nuovamente rianimata, cominciò un lungo cammino di recupero fisico e spirituale, al termine del quale, oltre alla professione medica, si dedica attualmente alla divulgazione della sua esperienza.
Il teologo cattolico Flaviano Patrizi, curatore della versione letteraria della testimonianza di Gloria Polo, nel suo saggio Illusione o realtà espone quelle che ritiene essere le prove dell’esperienza extracorporea di Gloria Polo e del suo viaggio in una dimensione ultraterrena. Enumera, inoltre, i fatti clinici di maggior rilievo che non hanno a tutt’oggi una spiegazione scientifica, come la rapida ripresa dal trauma multi-sistemico che aveva compromesso fegato, reni e polmoni, la guarigione delle gambe che avrebbero dovuto essere amputate, la ricrescita del seno, svuotatosi nella fulminazione, e una nuova gravidanza nonostante la perdita totale della funzionalità delle ovaie. Questi aspetti dell’esperienza di Gloria Polo sono anche presentati sinteticamente nel documentario di Flaviano Patrizi intitolato Gloria Polo - Prove dell’autenticità, mentre altri come, per esempio, la ricostruzione della dinamica del soccorso medico e la presentazione della documentazione clinica sono presentati nel suo saggio “Facciamo vera chiarezza sul caso Gloria Polo”.
Anche lo scrittore Antonio Socci, nel suo saggio Tornati dall'Aldilà, sottolinea alcuni di questi aspetti della testimonianza della Polo che suscitano domande.

## Nella cultura di massa

### In letteratura
Nel mito di Er, Platone descrive una sorta di NDE.
Sono numerosi i resoconti di esperienze di pre-morte negli scritti di autori come Platone, Emanuel Swedenborg, Edward Burnett Tylor, Thomas De Quincey, Oscar Lewis, Ernest Hemingway, Lev Tolstoj, Victor Hugo e tanti altri. Le più sorprendenti analogie si trovano nel Libro tibetano dei morti e non mancano parallelismi con la Bibbia.
Il tema è stato approfondito anche dallo scrittore statunitense Glenn Cooper nel romanzo L'ultimo giorno, edito nel 2012. Sam Parnia scrisse i volumi intitolati What Happens When We Die (2006), Erasing Death: The Science That is Rewriting the Boundaries Between Life and Death (2013) e realizzò il film Rethinking death : exploring what happens when we die (2023). Nello stesso genere, si colloca anche il libro del 2015 dal titolo Near-Death Experiences while Drowning - Dying is Not the End of Consciousness (Esperienze di pre-morte durante l'annegamento - Morire non è la fine della coscienza) di Janice Miner Holden e Stathis Avramidis.

### Nel cinema
- Linea mortale (Flatliners), film di Joel Schumacher del 1990, con Julia Roberts, Kiefer Sutherland e Kevin Bacon.
- Ghost - Fantasma, film di Jerry Zucker del 1990 con Patrick Swayze, Demi Moore e Whoopi Goldberg.
- Oltre la vita (Saved by the Light), film TV di Lewis Teague del 1995, con Eric Roberts e Lynett Walden.
- Al di là dei sogni (What Dreams May Come), film fantasy drammatico del 1998 diretto da Vincent Ward ed interpretato da Robin Williams.
- Al di là della vita (Bringing Out the Dead), film di Martin Scorsese del 1999, con Nicolas Cage e Patricia Arquette.
- Il segno della libellula - Dragonfly del 2002
- Martyrs, film di Pascal Laugier del 2008, con Mylène Jampanoï e Morjana Alaoui.
- Enter the Void, film di Gaspar Noé del 2009, con Paz de la Huerta e Nathaniel Brown.
- Amabili resti, film di Peter Jackson del 2009, con Mark Wahlberg e Saoirse Ronan.
- Hereafter, film di Clint Eastwood del 2010, con Matt Damon e Cécile de France.
- Il paradiso per davvero (Heaven is for Real), film di Randall Wallace del 2014 con Greg Kinnear e Kelly Reilly, basato sul libro autobiografico omonimo (Heaven is for Real: A Little Boy's Astounding Story of His Trip to Heaven and Back, scritto da Todd Burpo e Lynn Vincent.
- Il paradiso può attendere (Heaven Can Wait) è un film di Warren Beatty e Buck Henry del 1978.
- 90 minuti in paradiso, film del 2015 di Michael Polish con Hayden Christensen e Kate Bosworth.
- Miracoli dal cielo, film di Patricia Riggen del 2016
- Nosso lar, film del 2010 diretto da Wagner de Assis.
- La scoperta, film del 2017 di Charlie McDowell con Robert Redford e Jason Segel.
- The OA, serie tv del 2016 di Brit Marling e Zal Batmanglij con Brit Marling e Jason Isaacs.
- Flatliners - Linea mortale, film del 2017 diretto da Niels Arden Oplev